# Příbor
Příbor (em alemão Freiberg in Mähren) é um município na República Checa na região da Morávia.
Příbor é famosa por ser o lugar de nascimento de Sigmund Freud, pioneiro da psicanálise.

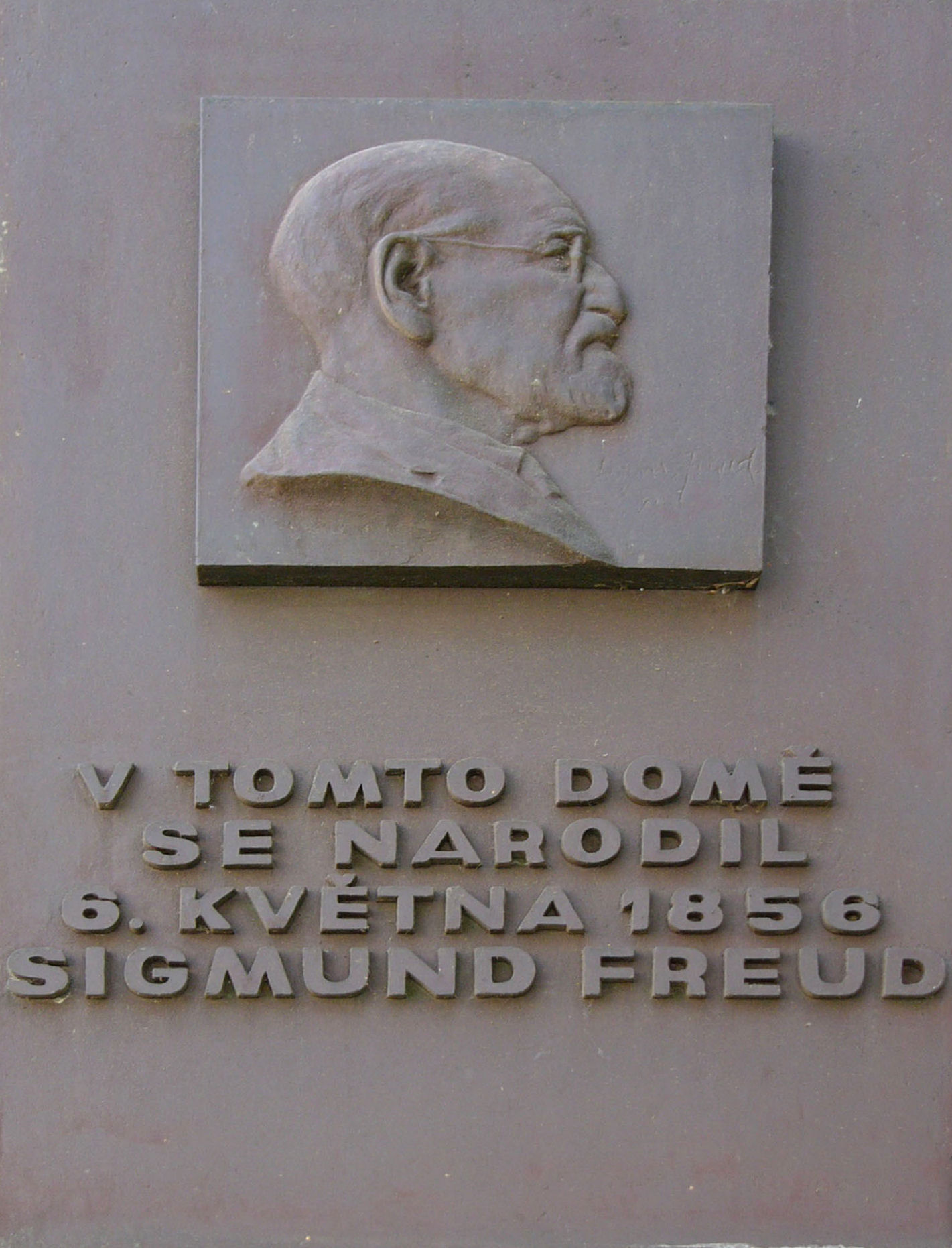
Placa memorial localizada onde Freud nasceu em Příbor, República Tcheca